# Polymorph (Band)
Polymorph ist eine deutsche Death-Metal-Band, die 1995 gegründet wurde. Sie ist bei dem Musiklabel „G.U.C.“ unter Vertrag.

## Geschichte
Nach anfänglichen Besetzungswechseln und musikalischen Experimenten erschien im Mai 1996 mit Ric (Gitarre, Gesang), Hanne (Bass) und Alex (Schlagzeug) ein Rehearsaltape namens Evil Spirit, welches auf 50 Exemplare limitiert war und musikalisch sehr an Hellhammer erinnerte. Während erster Liveaktivitäten wurde klar, dass die Band einen separaten Sänger brauchte, welcher nach kurzer Zeit in Falk gefunden wurde, womit das Line-up schließlich komplett war.
Daraufhin geschriebenes Material veröffentlichte man 1997 auf dem ersten Studiodemo In the Face of Death, welches im „Rape of Harmonies“ Studio, Triptis, aufgenommen wurde. Alle 200 Tapes konnten bei diversen Konzerten mit Krabathor, Coercion, Krisiun, Centinex, Exmortem, Purgatory u. a. abgesetzt werden.
Im Oktober 1998 schloss sich das Quartett erneut im „Rape-of-Harmonies“-Studio ein, um ihr Debütalbum einzuspielen, welches den Titel Innocent Suffering trägt und im März 1999 bei G. U. C. Records erschien.
Doch trotz durchweg positiver Reaktionen auf Innocent Suffering sollte das Jahr 1999 kein gutes für Polymorph werden. Aufgrund musikalischer Differenzen trennte sich die Band in den folgenden Monaten von ihrem bisherigen Bassisten Hanne, seinen Platz nahm Richts ein, der bis dahin noch bei Namrok gespielt hatte.
Während der Planung an einer Europatour mit Purgatory erkrankte Ric plötzlich unerwartet schwer. Diverse Live-Angebote aus den Niederlanden und der Schweiz wurden schweren Herzens abgesagt. Daraufhin entschloss sich der Rest der Band erst einmal ohne Gitarre weiter zu proben, bis dann im Oktober 1999, durch einen schweren Arbeitsunfall von Alex, das Schaffen auf unbestimmte Dauer auf Eis gelegt werden musste. Zwischenzeitlich verließ Richts aus persönlichen Gründen die Band.
Im Dezember des darauf folgenden Jahres begann Polymorph, vorerst ohne Bassist, wieder zu proben und die alten Songs aufzuarbeiten. Die Suche nach einem geeigneten Bassisten gestaltete sich jedoch schwierig und so entschied man sich, Peter, vorher Sänger bei Black Swan, am Bass völlig neu anzulernen. Gut zwei Jahre waren inzwischen vergangen, bis Polymorph am 2. Juni 2001 in Freiberg ihr Live-Comeback feiern konnten.
Um das Warten der Fans auf neue Lieder zu verkürzen, suchte die Band vom 26. bis 28. Juli 2002 das „Soundforge Recordings“ Studio Berlin auf, um zwei neue Songs für die geplante Hell-Bastards-EP einzuspielen. Diese erschien über ein Jahr später in Form einer Split-10" mit Purgatory bei G. U. C. Records. Die neue Mini-CD Disgraceful Supper erschien im Sommer 2005.

## Diskografie
- 1996: Evil Spirit (Demo)
- 1997: In the Face of Death (Demo)
- 1999: Innocent Suffering
- 2003: Hell Bastards (Split-EP mit Purgatory)
- 2005: Disgraceful Supper (Mini-Album)